# 毛馬内秀範
毛馬内 秀範（けまない ひでのり）は、戦国時代から安土桃山時代にかけての武将。別名に信次。靭負佐。

## 略歴
『参考諸家系図』・『系胤譜考』では南部氏22代南部政康の五男、『寛政重修諸家譜』では23代南部安信の五男。兄に南部安信（前述のように異説有り）、石川高信、南長義、石亀信房がいる。子に政次、直次。
『参考諸家系図』では、南部氏から鹿角郡毛馬内2,000石の領地を与えられ、毛馬内氏を名乗る。南部氏に仕えていたが、安東愛季とも交流を持っていた。